# Ларракуй, Педро
Педро Омар Ларракуй (исп. Pedro Omar Larraquy; род. 13 июня 1956, Буэнос-Айрес) — аргентинский футболист, защитник/полузащитник. Рекордсмен «Велес Сарсфилд» по количеству сыгранных матчей — 455.

## Карьера
Начал свою профессиональную карьеру в 1975 году в «Велес Сарсфилде». Он играл в качестве защитника сначала, но в последующие годы он был преобразован в полузащитника.
В 1979 году клуб вышел в финал Метрополитано, но там проиграл «Ривер Плейту». На основании его хороших выступлений за клуб он был включён в состав сборной Аргентины на Кубок Америки 1979 в Аргентине.
В 1980 году Ларракуй получил серьёзную травму, которая мешала ему играть в Кубке Либертадорес. В 1981 году случился один из приятных моментов в его карьере — Педро получилось четырежды поразить ворота «Химнасия и Тиро» (5-0).
В 1985 году «Велес Сарсфилд» вышел в финал Насьоналя, но там он проиграл «Архентинос Хуниорс».
Ларракуй покинул «Велес» в 1987 году, сыграв 455 матчей за клуб, и забил 82 голов (5-й результат в истории клуба). Сезон 1987/88 провёл в «Сан-Лоренсо де Альмагро», где и завершил карьеру игрока.
В 2007 и 2008 годах некоторое время был исполняющим обязанности главного тренера «Велес Сарсфилда». В настоящее время работает помощником главного тренера юношеской команды «Велеса».